# حدث دولي
الحدث الدولي هو عمل محدود نسبياً أو صدام صغير يؤدي إلى توسيع نطاق النزاع بين دولتين أو أكثر من الدول القومية. ويمكن أن تنتج الأحداث الدولية إجراءات غير متوقعة تشمل المواطنين والمسؤولين الحكوميين أو الوحدات المسلحة. ويمكن أن ينشأ بسبب نزاعات عسكرية أو إجراءات استفزازية صغيرة يقوم بها عملاء التجسس في دولة تابعين لدولة أخرى أو بسبب أعمال إرهابية ضد دولة ما.
تنشأ الأحداث الدولية عادة خلال فترة السلام النسبي بين الدول القومية، بسبب صعود حدث غير متوقع على السطح. ولا تعتبر المناوشات التي تجري بين دولتين بسبب نزاع حدودي حدث دولي. لكن من الممكن أن تصبح الأعمال الإرهابية حدث دولي. ومن خلال نظرة تاريخية نجد أن الأحداث الدولية السابقة كثيراً ماتنشأ في مناطق ذات بؤر صراع محتدم أو في مناطق توجد فيها معارضة للدولة.